# Taça FPF
La Taça FPF è una competizione organizzata dalla Federação Paranaense de Futebol (FPF).

## Albo d'oro
| Anno | Campione (città)               | Vice (città)                        |
| ---- | ------------------------------ | ----------------------------------- |
| 1998 | Atlético Paranaense (Curitiba) | Grêmio Maringá (Maringá)            |
| 1999 | Grêmio Maringá (Maringá)       | Londrina (Londrina)                 |
| 2003 | Atlético Paranaense (Curitiba) | Coritiba (Curitiba)                 |
| 2006 | Roma Apucarana (Apucarana)     | Iraty (Irati)                       |
| 2007 | J. Malucelli (Curitiba)        | Londrina (Londrina)                 |
| 2008 | Londrina (Londrina)            | Cianorte (Cianorte)                 |
| 2015 | Maringá (Maringá)              | Toledo (Toledo)                     |
| 2016 | Operário (Ponta Grossa)        | Andraus (Campo Largo)               |
| 2017 | Maringá (Maringá)              | Cascavel (Cascavel)                 |
| 2019 | Nacional (Rolândia)            | Independente (São José dos Pinhais) |

## Titoli per squadra
| Squadra             | Città        | Titoli |
| ------------------- | ------------ | ------ |
| Atlético Paranaense | Curitiba     | 2      |
| Maringá             | Maringá      | 2      |
| Grêmio Maringá      | Maringá      | 1      |
| J. Malucelli        | Curitiba     | 1      |
| Londrina            | Londrina     | 1      |
| Nacional            | Rolândia     | 1      |
| Operário            | Ponta Grossa | 1      |
| Roma Apucarana      | Apucarana    | 1      |